# Polska mästerskapet i volleyboll för damer
Polska mästerskapet i volleyboll för damer anordnas sedan 1929 för att årligen kora ett klubblag till polsk mästare. Mellan åren 1929 och 2005 anordnades polska mästerskapet av Polens volleybollförbund och sedan säsongen 2005/2006 anordnas mästerskapet av Polska Liga Siatkówki (PLS SA).
Fram till säsongen 1953 genomfördes Polska mästerskapet i cupformat och där vissa säsonger föregicks av kvalomgångar. Mellan åren 1929 och 1935 genomfördes mästerskapet utomhus. År 1937 började mästerskapet genomföras i sporthallar och med undantag för säsongen 1950 fortsätter det än idag.
I november 1953 beslutades det att reformera systemet för Polska mästerskapet. Istället för cupformat börjades det spelas i ett ligaformat. Sedan säsongen 1954 har mästerskapet sedan spelats i följande ligaformat:
- mellan säsongen 1957/1958 och säsongen 1989/1990 kallades högsta serien för I liga (organiserad av Polska volleybollförbundet)
- mellan säsongen 1990/1991 och säsongen 2004/2005 kallades högsta serien för I liga seria A (organiserad av Polska volleybollförbundet)
- sedan säsongen 2005/2006 är det en professionell serie som heter Tauron Liga (tidigare Liga Siatkówki Kobiet, Orlen Liga och PlusLiga Kobiet) (organiserad av Polska Liga Siatkówki)

## Medaljörer
| År        | Mästare                        | 2:a plats                      | 3:e plats                      |
| --------- | ------------------------------ | ------------------------------ | ------------------------------ |
| 1929      | AZS Warszawa                   | WKS Łódź                       |                                |
| 1930      | AZS Warszawa                   | HKS Łódź                       |                                |
| 1931      | AZS Warszawa                   | HKS Łódź                       | YMCA Kraków                    |
| 1932      | AZS Warszawa                   | HKS Łódź                       | YMCA Kraków                    |
| 1933      | AZS Warszawa                   | YMCA Kraków                    | AZS Lwów                       |
| 1934      | AZS Warszawa                   | AZS Lwów                       | AZS Wilno                      |
| 1935      | AZS Warszawa                   | AZS Lwów                       | Olsza Kraków                   |
| 1936      | Polska mästerskapet hölls inte | Polska mästerskapet hölls inte | Polska mästerskapet hölls inte |
| 1937      | HKS Łódź                       | AZS Warszawa                   | Olsza Kraków                   |
| 1938      | AZS Warszawa                   | HKS Łódź                       | Olsza Kraków                   |
| 1939      | AZS Warszawa                   | HKS Łódź                       | Olsza Kraków                   |
| 1940–1945 | Polska mästerskapet hölls inte | Polska mästerskapet hölls inte | Polska mästerskapet hölls inte |
| 1946      | Warta Poznań                   | AZS Warszawa                   | KS Pomorzanin Toruń            |
| 1947      | AZS Warszawa                   | Wisła Kraków                   | KS Pomorzanin Toruń            |
| 1948      | AZS Warszawa                   | HKS Łódź                       | SKS Warszawa                   |
| 1949      | Chemia Łódź                    | Grom Gdynia                    | SKS Warszawa                   |
| 1950      | Chemia Łódź                    | Spójnia Warszawa               | AZS Warszawa                   |
| 1951      | Polska mästerskapet hölls inte | Polska mästerskapet hölls inte | Polska mästerskapet hölls inte |
| 1952      | AZS-AWF Warszawa               | Gedania Gdańsk                 | Chemia Łódź                    |
| 1953      | Gedania Gdańsk                 | Spójnia Warszawa               | AZS-AWF Warszawa               |
| 1954      | Gedania Gdańsk                 | Spójnia Warszawa               | AZS-AWF Warszawa               |
| 1955      | AZS-AWF Warszawa               | Legia Warszawa                 | Wisła Kraków                   |
| 1956      | AZS-AWF Warszawa               | Legia Warszawa                 | Wisła Kraków                   |
| 1957      | AZS-AWF Warszawa               | Legia Warszawa                 | Sparta Warszawa                |
| 1958      | AZS-AWF Warszawa               | Wisła Kraków                   | Gwardia Wrocław                |
| 1959      | Wisła Kraków                   | AZS-AWF Warszawa               | Start Gdynia                   |
| 1960      | AZS-AWF Warszawa               | Wisła Kraków                   | Gwardia Wrocław                |
| 1961      | Legia Warszawa                 | AZS-AWF Warszawa               | Wisła Kraków                   |
| 1962      | AZS-AWF Warszawa               | Legia Warszawa                 | Wisła Kraków                   |
| 1963      | AZS-AWF Warszawa               | Legia Warszawa                 | Wisła Kraków                   |
| 1964      | AZS-AWF Warszawa               | Legia Warszawa                 | Start Gdynia                   |
| 1965      | AZS-AWF Warszawa               | Legia Warszawa                 | Wisła Kraków                   |
| 1966      | AZS-AWF Warszawa               | Wisła Kraków                   | Start Łódź                     |
| 1967      | Wisła Kraków                   | Legia Warszawa                 | Start Łódź                     |
| 1968      | Start Łódź                     | Legia Warszawa                 | Wisła Kraków                   |
| 1969      | Wisła Kraków                   | Legia Warszawa                 | Start Łódź                     |
| 1970      | Wisła Kraków                   | Start Łódź                     | Legia Warszawa                 |
| 1971      | Start Łódź                     | Wisła Kraków                   | Legia Warszawa                 |
| 1972      | Start Łódź                     | Wisła Kraków                   | Legia Warszawa                 |
| 1973      | Start Łódź                     | AZS-AWF Warszawa               | Polonia Świdnica               |
| 1974      | GKS Płomień Milowice           | Start Łódź                     | AZS-AWF Warszawa               |
| 1975      | GKS Płomień Milowice           | AZS-AWF Warszawa               | Polonia Świdnica               |
| 1976      | ChKS Łódź                      | Wisła Kraków                   | Start Łódź                     |
| 1977      | Start Łódź                     | Wisła Kraków                   | Czarni Słupsk                  |
| 1978      | Czarni Słupsk                  | Start Łódź                     | GKS Płomień Milowice           |
| 1979      | GKS Płomień Milowice           | Czarni Słupsk                  | Start Łódź                     |
| 1980      | GKS Płomień Milowice           | Start Łódź                     | Czarni Słupsk                  |
| 1981      | GKS Płomień Milowice           | Wisła Kraków                   | Czarni Słupsk                  |
| 1982      | Wisła Kraków                   | ŁKS Łódź                       | GKS Płomień Milowice           |
| 1983      | ŁKS Łódź                       | Czarni Słupsk                  | GKS Płomień Milowice           |
| 1984      | Wisła Kraków                   | Czarni Słupsk                  | GKS Płomień Milowice           |
| 1985      | Czarni Słupsk                  | Wisła Kraków                   | ŁKS Łódź                       |
| 1986      | Czarni Słupsk                  | ŁKS Łódź                       | Gwardia Wrocław                |
| 1987      | Czarni Słupsk                  | BKS Stal Bielsko-Biała         | ŁKS Łódź                       |
| 1988      | BKS Stal Bielsko-Biała         | Czarni Słupsk                  | Wisła Kraków                   |
| 1989      | BKS Stal Bielsko-Biała         | GKS Płomień Milowice           | ŁKS Łódź                       |
| 1990      | BKS Stal Bielsko-Biała         | Wisła Kraków                   | GKS Płomień Milowice           |
| 1991      | BKS Stal Bielsko-Biała         | Gedania Gdańsk                 | Czarni Słupsk                  |
| 1992      | Czarni Słupsk                  | BKS Stal Bielsko-Biała         | Stal Mielec                    |
| 1993      | Pałac Bydgoszcz                | Wisła Kraków                   | BKS Stal Bielsko-Biała         |
| 1994      | Chemik Police                  | BKS Stal Bielsko-Biała         | Stal Mielec                    |
| 1995      | Chemik Police                  | BKS Stal Bielsko-Biała         | Wisła Kraków                   |
| 1996      | BKS Stal Bielsko-Biała         | Calisia                        | Chemik Police                  |
| 1997      | Calisia                        | Dick Black Andrychów           | BKS Stal Bielsko-Biała         |
| 1998      | Calisia                        | Dick Black Andrychów           | Pałac Bydgoszcz                |
| 1999      | PTPS Piła                      | Calisia                        | Stal Mielec                    |
| 2000      | PTPS Piła                      | Stal Mielec                    | BKS Stal Bielsko-Biała         |
| 2001      | PTPS Piła                      | Pałac Bydgoszcz                | Calisia                        |
| 2002      | PTPS Piła                      | Skra Warszawa                  | Pałac Bydgoszcz                |
| 2003      | BKS Stal Bielsko-Biała         | AZS AWF Poznań                 | Calisia                        |
| 2004      | BKS Stal Bielsko-Biała         | Calisia                        | Stal Mielec                    |
| 2005      | Calisia                        | Pałac Bydgoszcz                | PTPS Piła                      |
| 2006      | MKS Muszyna                    | PTPS Piła                      | Calisia                        |
| 2007      | Calisia                        | PTPS Piła                      | BKS Stal Bielsko-Biała         |
| 2008      | MKS Muszyna                    | PTPS Piła                      | Calisia                        |
| 2009      | MKS Muszyna                    | BKS Stal Bielsko-Biała         | PTPS Piła                      |
| 2010      | BKS Stal Bielsko-Biała         | MKS Muszyna                    | MKS Dąbrowa Górnicza           |
| 2011      | MKS Muszyna                    | Trefl Sopot                    | BKS Stal Bielsko-Biała         |
| 2012      | Trefl Sopot                    | MKS Muszyna                    | MKS Dąbrowa Górnicza           |
| 2013      | Trefl Sopot                    | MKS Dąbrowa Górnicza           | MKS Muszyna                    |
| 2014      | Chemik Police                  | Impel Wrocław                  | Trefl Sopot                    |
| 2015      | Chemik Police                  | Trefl Sopot                    | MKS Muszyna                    |
| 2016      | Chemik Police                  | Trefl Sopot                    | Impel Wrocław                  |
| 2017      | Chemik Police                  | Budowlani Łódź                 | KS Developres Rzeszów          |
| 2018      | Chemik Police                  | ŁKS Łódź                       | Budowlani Łódź                 |
| 2019      | ŁKS Łódź                       | Budowlani Łódź                 | KS Developres Rzeszów          |
| 2020      | Chemik Police                  | KS Developres Rzeszów          | ŁKS Łódź                       |
| 2021      | Chemik Police                  | KS Developres Rzeszów          | ŁKS Łódź                       |
| 2022      | Chemik Police                  | KS Developres Rzeszów          | ŁKS Łódź                       |